# مقاطعات إسواتيني
تنقسم سوازيلاند إلى أربع مقاطعات:
وتنقسم هذه المقاطعات إلى 55 بلدية تسمى محليا بالتينخوندلا. وتنقسم البلدية بدورها إلى ما يسمى بالمشيخة أو أومفاكاتسي في التقسيم المحلي .
| # | مقاطعة          | المقر الرئيسي | المساحة (كم²) | تعداد (1997) | الموقع على الخريطة |
| - | --------------- | ------------- | ------------- | ------------ | ------------------ |
| 1 | مقاطعة هوهو     | مبابان        | 3569          | 247.539      |                    |
| 2 | مقاطعة لوبومبو  | سيتيكي        | 5945          | 190.617      |                    |
| 3 | مقاطعة منزيني   | منزيني        | 4070          | 276.636      |                    |
| 4 | مقاطعة شيزلويني | نهلانجانو     | 3779          | 198.084      |                    |